# ジェシカ・ハインズ
ジェシカ・ハインズ（Jessica Hynes, 1972年11月15日 - ）は、イギリス出身の女優・脚本家である。

## 出演作品

### テレビ
- ドクター・フー
- SPACED ～俺たちルームシェアリング～（デイジー）

### 映画
- スウィング・キッズ (1993)
- 恋はサルサで! (2000)
- ブリジット・ジョーンズの日記　きれそうなわたしの12か月 (2004)（ロビン）
- ショーン・オブ・ザ・デッド (2004)（イヴォンヌ）
- アガサ・クリスティー ミス・マープル2 動く指 (2006)（エメ）
- コンフェッティ 仰天!結婚コンテスト (2006)（サム）
- リトル・ランボーズ (2007)（メアリー・プラウドフット）
- バーク アンド ヘア (2010)
- ブリジット・ジョーンズの日記 ダメな私の最後のモテ期 (2016)
- パディントン2(2017)